# Nyireő Andor
Nyireő Andor, Nyireő Andor Ferenc József (Heves, 1895. január 8. – Heves, 1958. július 4.) magyar ügyvéd, országgyűlési képviselő.

## Élete
Régi nemesi család leszármazottjaként, római katolikus vallásban született. Szülei Nyireő Antal és Horner Irén voltak. Gimnáziumi tanulmányait Egerben végezte, majd a szegedi Ferenc József Tudományegyetemen tanult tovább, végül jogi diplomát szerzett. 1911-ben vonult be katonának és végigharcolta az első világháborút.
1919. november 29-én Hevesen kötött házasságot Albach Ilona Rózával.
1924-ben kezdett a szülővárosában gyakorló ügyvédként praktizálni; munkások számára kifejtett, mintegy másfél évtizeden át kínált, ingyenes jogvédő tevékenységéért két ízben is miniszteri elismerésben részesült.
Tagja volt Heves város képviselő-testületének, a római katolikus egyház alsótiszai esperesi tanácsának, az Actio Catholica hitbuzgalmi osztályának és ügyésze a Katolikus Népszövetségnek.
1939-ben az országos politikai közéletbe is bekapcsolódott, amikor az az évi, május 26-án tartott általános országgyűlési választáson a hevesi választókerületben parlamenti képviselővé választották. Bár nem sokkal azelőtt még a korábban erősnek mondható, azidőtájt már gyengülő Kisgazdapárt helyi bizalmi emberei, szervezői közé tartozott, időközben csatlakozott a Nyilaskeresztes Párthoz, a Képviselőházba is annak jelöltjeként került be – korabeli, feltehetőleg a cinizmust sem nélkülöző sajtócikkek szerint még önmaga számára is meglepetésként.
Mintegy fél évvel később azonban, még az 1939-es évben – többedmagával – kilépett a pártból és annak frakciójából, onnantól pártonkívüliként foglalt helyet a képviselőházban. Mandátumát viszont csak 1940 októberéig viselhette, mert a kormányzó Magyar Élet Pártja – ahol megrökönyödéssel fogadták e nem várt nyilaspárti győzelmet – megtámadta az eredményt és a közigazgatási bíróság, több mint egy év múltán meg is állapított egy olyan eljárási szabálytalanságot, aminek kimondása elegendő volt ahhoz, hogy az ott leadott szavazatok levonásával Nyireő elveszítse szavazattöbbségét és emiatt új választást kelljen kiírni. Bár Nyireő addigra – 1940 szeptemberében – visszatért a nyilaspártba, de ott ezúttal már nem őt jelölték; parlamenti karrierje pedig ezáltal véget is ért.
Halálát tüdőrák okozta 1958-ban, 63 éves korában.